# Wolfshöhle
Koordinaten: 62° 18′ 10,6″ N, 21° 39′ 45,3″ O
Die Wolfshöhle (schwedisch Varggrottan, finnisch Susiluola) ist eine Spalthöhle im Gestein des Granitfelsens Bötombergen (finnisch Pyhävuori) im Westen Finnlands. Sie liegt auf dem Gebiet von Kristinestad im Küstenhinterland Österbottens. Mit einer Fläche von rund 400 m² ist sie die größte Höhle Finnlands.
Finnland war während der Weichseleiszeit von einem Eisschild bedeckt, der die Erdoberfläche überformte, so dass etwaige ältere Siedlungsspuren nicht mehr aufzufinden sind. Die Wolfshöhle hielt dem Druck der Eismassen stand, so dass sich in ihrem Inneren voreiszeitliche Bodenschichten erhielten. Bei Ausgrabungen im Jahr 1996 wurden in der Höhle verschiedene steinerne Objekte gefunden, die von manchen Archäologen als Artefakte gedeutet werden. 

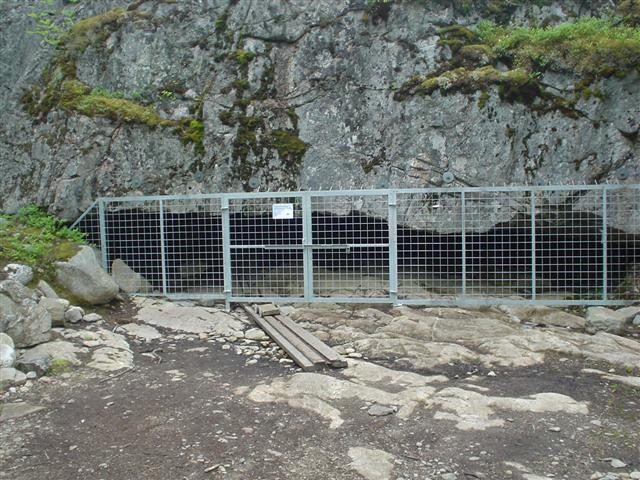
Gesperrter Zugang zur Wolfshöhle (2004)

Einer umstrittenen Datierung zufolge stammen einige der mutmaßlichen Steinwerkzeuge oder bearbeiteten Steine aus der Eem-Warmzeit vor rund 120.000 Jahren. Falls diese Zuordnung zutrifft, wäre dies der älteste Nachweis menschlicher Besiedlung in Finnland. Sollte es sich bei den Objekten tatsächlich um Artefakte handeln, so erscheint der Neandertaler als Urheber wahrscheinlich, von dessen Anwesenheit in den Nordischen Ländern bislang kein Nachweis gelungen ist.
Seit 1998 ist die Höhle für Besucher nicht mehr zugänglich, auf einem angrenzenden Gelände wurde jedoch ein Dokumentationszentrum errichtet, das jährlich mehrere tausend Besucher verzeichnet.